# شي شارستان (أملش الجنوبي)
شي شارستان (بالفارسية: شی شارستان) هي قرية تقع في إيران في غيلان. يقدر عدد سكانها بـ 619 نسمة .